# Hadi Soua'an Al-Somaily
Hadi Soua'an Al-Somaily Jaadan (in arabo هادي صوعان الصميلي جدعان‎?; 30 dicembre 1976) è un ex ostacolista saudita, specializzato nei 400 metri ostacoli, disciplina di cui è stato primatista asiatico.
Medaglia d'argento ai Giochi di Sydney 2000.

## Record asiatici
- 400 metri ostacoli: 47"53 ( Sydney, 27 settembre 2000) - Ex detentore

## Palmarès
| Anno | Manifestazione                          | Sede     | Evento   | Risultato | Tempo   |
| ---- | --------------------------------------- | -------- | -------- | --------- | ------- |
| 1999 | Giochi panarabi                         | Amman    | 400 m hs | Oro       | 50.02   |
| 2000 | Campionati asiatici di atletica leggera | Giacarta | 4x400 m  | Bronzo    | 3:05.00 |
| 2000 | Campionati asiatici di atletica leggera | Giacarta | 400m hs  | Oro       | 49.13   |
| 2000 | Giochi olimpici                         | Atene    | 400 m hs | Argento   | 47.53   |
| 2002 | Giochi asiatici                         | Pusan    | 400 m hs | Oro       | 48.42   |
| 2002 | Giochi asiatici                         | Pusan    | 4x400 m  | Oro       | 3:02.47 |
| 2002 | Giochi panarabi                         | Algeri   | 400 m hs | Oro       | 48.77   |
| 2002 | Giochi panarabi                         | Algeri   | 4x400 m  | Oro       | 3:03.03 |
| 2005 | Giochi asiatici                         | Incheon  | 400 m hs | Oro       | 49.16   |